# Maria Primatsjenko
Maria Oksentiivna Primatsjenko (Oekraïens: Марія Оксентіївна Примаченко; 12 januari 1909 [juliaanse kalender: 30 december 1908] – 18 augustus 1997) was een Oekraïense volkskunstschilder, die werkte in de naïeve kunststijl. Als autodidactisch kunstenares creëerde ze schilderwerk, borduurwerk en keramiek.
In 1966 werd Primatsjenko bekroond met de Taras Sjevtsjenko-Prijs. De Organisatie der Verenigde Naties voor Onderwijs, Wetenschap en Cultuur (UNESCO) verklaarde 2009 tot het jaar van Primatsjenko. Een straat in Kiev en een kleine planeet zijn beide naar haar vernoemd. Pablo Picasso zei ooit, na een bezoek aan een tentoonstelling van haar werk in Parijs: "Ik maak een buiging voor het artistieke wonder van deze briljante Oekraïense."

## Privéleven
Primatsjenko werd geboren in een boerenfamilie en bracht het grootste deel van haar leven door in het dorp Bolotnya in het rajon Ivankiv, Oblast Kiev, op slechts 30 km van Tsjernobyl. Na vier jaar school kreeg ze polio, waardoor ze een lichamelijke beperking opliep die haar leven en kunst beïnvloedde. Ze beschreef haar eerste artistieke experimenten op latere leeftijd als volgt: "Als jong meisje hoedde ik eens een stel ganzen. Toen ik met hen op een zandstrand aan de oever van de rivier was gekomen, na het oversteken van een veld bezaaid met wilde bloemen, begon ik met een stok in het zand echte en denkbeeldige bloemen te tekenen... Later besloot ik de muren van mijn huis te beschilderen met natuurlijke pigmenten. Daarna ben ik nooit meer gestopt met tekenen en schilderen."
Tijdens haar jeugd leerde Primatsjenko borduren van haar moeder, en tegen het einde van de jaren twintig of begin jaren dertig werd ze lid van de Coöperatieve Borduurvereniging van Ivankiv. Haar talent werd erkend door de kunstenares Tetiana Floru, die Primatsjenko in 1935 uitnodigde om te werken in de Centrale Experimentele Werkplaats van het Nationaal Kunstmuseum van Oekraïne.
In Kiev onderging Primatsjenko twee operaties, waardoor ze zelfstandig kon staan. Ze ontmoette daar ook haar partner Vasyl Maryntsjoek. In maart 1941 werd hun zoon Fedir geboren in Kiev. Primatsjenko en Maryntsjoek hadden geen tijd om te trouwen voordat hij het leger in moest; hij keerde niet terug uit de Tweede Wereldoorlog maar sneuvelde in Finland. Primatsjenko's broer werd tijdens de oorlog vermoord door de nazi's. Zij keerde terug naar Ivankiv en werkte op een collectieve boerderij. Haar zoon Fedir werd ook volkskunstenaar en een meester in de naïeve kunst; hij stierf in 2008. Primatsjenko's kleinzonen Petro en Ivan zijn ook kunstenaar.

## Carrière

Oekraïense postzegel met schildering van een wilde "chaplun" (fantasiedier; 1977) door Primatsjenko

Oekraïense postzegel met schildering van een "erwtenbeest" (fantasiedier; 1971) door Primatsjenko

In de Eerste Republikeinse Tentoonstelling van Volkskunst in 1936 waren schilderijen van Primatsjenko opgenomen. Deze tentoonstelling was te zien in Moskou, Leningrad en Warschau. Primatsjenko kreeg een eerstegraads diploma voor deelname aan deze tentoonstelling van volkskunst. In 1937 werden haar werken tentoongesteld in Parijs.
Primatsjenko's werken waren geïnspireerd door Oekraïense, en in het bijzonder Polesische, volkstradities. Ze bevatten verwijzingen naar de natuur en naar sprookjes. In de jaren dertig maakte ze de overstap van borduren naar schilderen en haar werken uit deze periode zijn geschilderd op een witte achtergrond. Haar gedurfde en expressieve lijnwerk ontwikkelde zich en ze combineerde traditionele Oekraïense motieven op nieuwe manieren.
Tijdens de jaren zestig tot tachtig bleef haar stijl zich ontwikkelen. Haar schilderingen kregen een steeds levendiger kleurenpalet en nieuwe heldere achtergrondkleuren. In deze periode stapte ze over van aquarel naar gouache. In de jaren zeventig begon Primatsjenko ook korte zinnen of spreekwoorden op de achterkant van haar doeken op te nemen, die betrekking hadden op het onderwerp van het werk.

## Nalatenschap

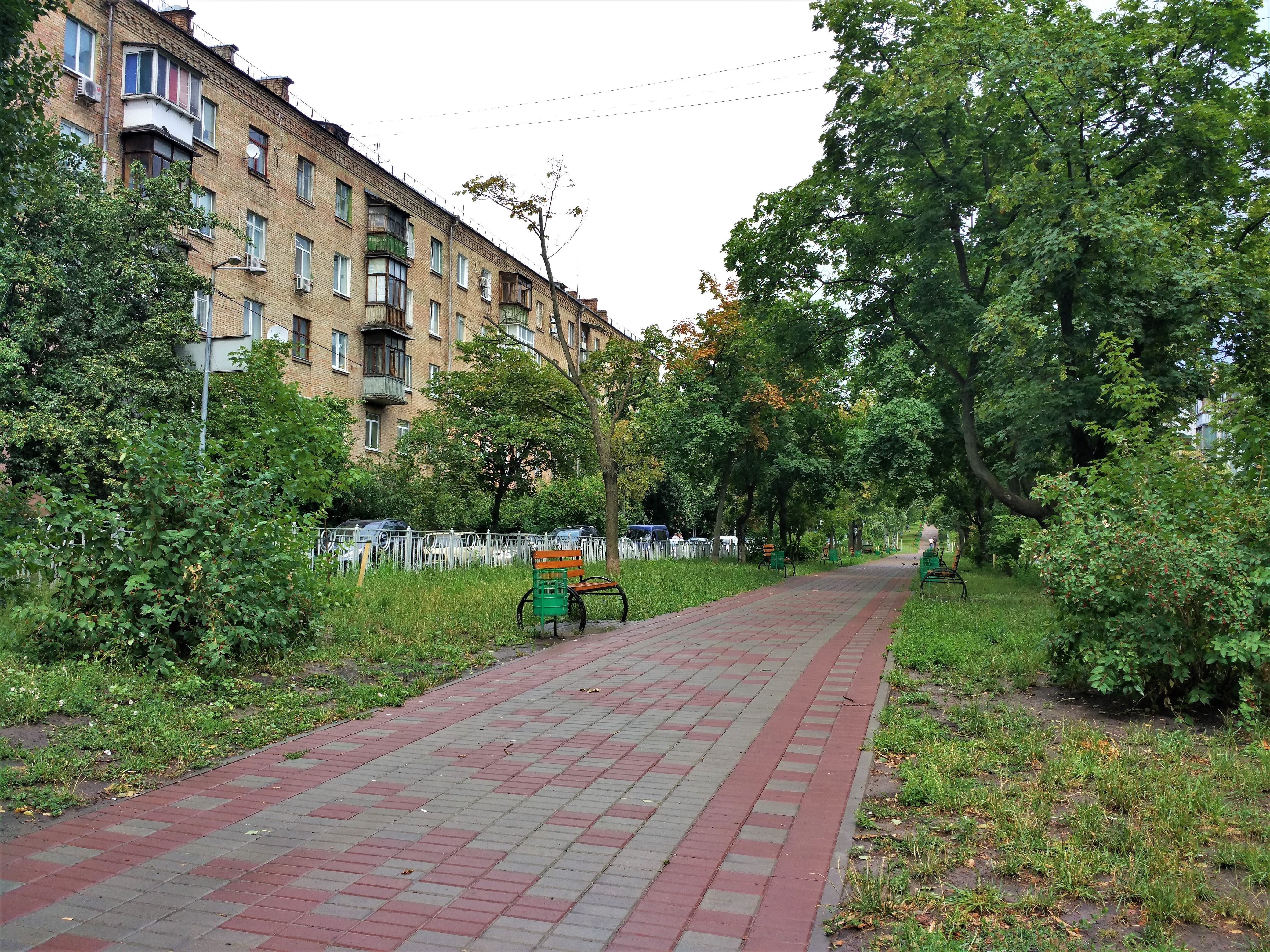
De Maria Primatsjenko-boulevard in Kiev

Primatsjenko's werken werden tentoongesteld in de voormalige Sovjet-Unie, Oekraïne en andere landen, waaronder Polen, Bulgarije, Frankrijk en Canada. Haar albums werden over de hele wereld gepubliceerd. Haar schilderij Rat on a Journey werd door de beroemde Finse ontwerpster Kristina Isola gekopieerd naar het textielontwerp Folks in the Woods dat o.a. door Finnair werd gebruikt bij de inrichting van vliegtuigen. Haar werk is te zien geweest op postzegels en munten uit Oekraïne.
In 1998 werd de kleine planeet (142624) ter ere van haar Prymachenko genoemd.
Meer dan 650 werken van Primatsjenko maken deel uit van de collectie van het Nationaal Museum voor Volkskunst.

## Verloren werken
Het museum voor lokale geschiedenis in Ivankiv, waar verschillende werken van Primatsjenko werden bewaard, brandde af tijdens de Russische invasie van Oekraïne in 2022, waarbij vermoedelijk van 25 van haar werken verloren gingen. Volgens een bericht van journalist Tanya Goncharova op sociale media konden lokale mensen echter enkele van Primatsjenko's werken van het vuur redden. Volgens een interview met Primatsjenko's achterkleindochter Anastasia Primatsjenko in The Times werden tien van haar werken uit het brandende museum gered door een inwoner van Ivankiv.
Vlada Litovchenko, de directeur van het Historisch en Cultureel Reservaat Vyshgorod, merkte op dat het museum niet alleen de werken van Primatsjenko herbergt, maar ook van andere Oekraïense kunstenaars zoals Hanna Veres; zij verklaarde: "De vernietiging van het Historisch-Cultureel Museum van Ivankiv is weer een onherstelbaar verlies van Oekraïens historisch-cultureel erfgoed, veroorzaakt door de agressor in deze helse dagen voor ons land."